# Landesregierung Piesch IV
Die Landesregierung Piesch bildet die Kärntner Landesregierung in der 16. Gesetzgebungsperiode von der Beginn der Gesetzgebungsperiode am 10. Dezember 1945 bis zum Rücktritt von Landeshauptmann Hans Piesch am 25. April 1949. Der Landesregierung Piesch folgte am 25. April 1949 die Landesregierung Wedenig II nach, die bis zum 14. November 1949 amtierte.
Nach der Landtagswahl 1945 entfielen vier der sieben Regierungssitze auf die Sozialistische Partei Österreichs (SPÖ) und drei auf die Österreichische Volkspartei (ÖVP). Den Landeshauptmann stellte mit Hans Piesch die SPÖ, die auch den Ersten Landeshauptmann-Stellvertreter und zwei Landesräte in die Regierung entsandte. Die ÖVP stellte neben dem Zweiten Landeshauptmann-Stellvertreter zwei Landesräte. Die Regierungssitze wurden dabei nach dem Proporzsystem vergeben. Während der Amtszeit der Regierung Wedenig kam es zu keinen Veränderungen in der Regierungsmannschaft.

## Regierungsmitglieder
| Amt                               | Name              | Partei | Referate           |
| --------------------------------- | ----------------- | ------ | ------------------ |
| Landeshauptmann                   | Hans Piesch       | SPÖ    |                    |
| 1. Landeshauptmann-Stellvertreter | Hans Herke        | SPÖ    |                    |
| 2. Landeshauptmann-Stellvertreter | Hans Ferlitsch    | ÖVP    |                    |
| Landesrat                         | Paul Jobst        | SPÖ    | Finanzen           |
| Landesrat                         | Matthias Krassnig | SPÖ    | Soziales, Fürsorge |
| Landesrat                         | Franz Sagaischek  | ÖVP    | Wirtschaft         |
| Landesrat                         | Alois Karisch     | ÖVP    | Bau, Wiederaufbau  |